# Chasseneuil-du-Poitou
Chasseneuil-du-Poitou és un municipi francès situat al departament de la Viena i a la regió de la Nova Aquitània. L'any 2007 tenia 4.497 habitants.

## Demografia

### Població
El 2007 la població de fet de Chasseneuil-du-Poitou era de 4.497 persones. Hi havia 2.196 famílies de les quals 1.047 eren unipersonals (634 homes vivint sols i 413 dones vivint soles), 618 parelles sense fills, 433 parelles amb fills i 98 famílies monoparentals amb fills.
La població ha evolucionat segons el següent gràfic:
Habitants censats

### Habitatges
El 2007 hi havia 2.487 habitatges, 2.261 eren l'habitatge principal de la família, 58 eren segones residències i 168 estaven desocupats. 1.348 eren cases i 1.116 eren apartaments. Dels 2.261 habitatges principals, 995 estaven ocupats pels seus propietaris, 1.235 estaven llogats i ocupats pels llogaters i 31 estaven cedits a títol gratuït; 469 tenien una cambra, 378 en tenien dues, 287 en tenien tres, 426 en tenien quatre i 700 en tenien cinc o més. 1.459 habitatges disposaven pel capbaix d'una plaça de pàrquing. A 1.168 habitatges hi havia un automòbil i a 762 n'hi havia dos o més.

### Piràmide de població
La piràmide de població per edats i sexe el 2009 era:
| Homes | Edats   | Dones |
| ----- | ------- | ----- |
| 0     | 95 o +  | 12    |
| 12    | 90 a 94 | 16    |
| 4     | 85 a 89 | 44    |
| 20    | 80 a 84 | 40    |
| 44    | 75 a 79 | 68    |
| 48    | 70 a 74 | 56    |
| 68    | 65 a 69 | 76    |
| 72    | 60 a 64 | 80    |
| 68    | 55 a 59 | 80    |
| 124   | 50 a 54 | 112   |
| 168   | 45 a 49 | 128   |
| 132   | 40 a 44 | 156   |
| 136   | 35 a 39 | 128   |
| 136   | 30 a 34 | 124   |
| 208   | 25 a 29 | 180   |
| 356   | 20 a 24 | 152   |
| 120   | 15 a 19 | 100   |
| 104   | 10 a 14 | 96    |
| 72    | 5 a 9   | 108   |
| 72    | 0 a 4   | 100   |

## Economia
El 2007 la població en edat de treballar era de 3.288 persones, 2.202 eren actives i 1.086 eren inactives. De les 2.202 persones actives 2.041 estaven ocupades (1.064 homes i 977 dones) i 160 estaven aturades (89 homes i 71 dones). De les 1.086 persones inactives 233 estaven jubilades, 733 estaven estudiant i 120 estaven classificades com a «altres inactius».

### Ingressos
El 2009 a Chasseneuil-du-Poitou hi havia 1.774 unitats fiscals que integraven 3.845 persones, la mediana anual d'ingressos fiscals per persona era de 18.556 €.

### Activitats econòmiques
Dels 628 establiments que hi havia el 2007, 4 eren d'empreses extractives, 6 d'empreses alimentàries, 1 d'una empresa de coc i refinatge, 5 d'empreses de fabricació de material elèctric, 2 d'empreses de fabricació d'elements pel transport, 22 d'empreses de fabricació d'altres productes industrials, 39 d'empreses de construcció, 175 d'empreses de comerç i reparació d'automòbils, 21 d'empreses de transport, 59 d'empreses d'hostatgeria i restauració, 39 d'empreses d'informació i comunicació, 48 d'empreses financeres, 26 d'empreses immobiliàries, 127 d'empreses de serveis, 26 d'entitats de l'administració pública i 28 d'empreses classificades com a «altres activitats de serveis».
Dels 96 establiments de servei als particulars que hi havia el 2009, 2 eren oficines de correu, 12 oficines bancàries, 1 funerària, 10 tallers de reparació d'automòbils i de material agrícola, 1 autoescola, 4 paletes, 8 guixaires pintors, 3 fusteries, 7 lampisteries, 5 electricistes, 1 empresa de construcció, 6 perruqueries, 2 agències de treball temporal, 25 restaurants, 6 agències immobiliàries, 2 tintoreries i 1 saló de bellesa.
Dels 86 establiments comercials que hi havia el 2009, 1 era un hipermercat, 1 un supermercat, 2 grans superfícies de material de bricolatge, 1 una botiga de més de 120 m², 2 fleques, 1 una carnisseria, 2 botigues de congelats, 3 llibreries, 18 botigues de roba, 10 botigues d'equipament de la llar, 4 sabateries, 2 botigues d'electrodomèstics, 23 botigues de mobles, 4 botigues de material esportiu, 5 botigues de material de revestiment de parets i terra, 5 drogueries, 1 una perfumeria i 1 una joieria.
L'any 2000 a Chasseneuil-du-Poitou hi havia 15 explotacions agrícoles que ocupaven un total de 726 hectàrees.

## Equipaments sanitaris i escolars
Els 2 equipaments sanitaris que hi havia el 2009 eren farmàcies.
El 2009 hi havia 1 escola maternal i 1 escola elemental.
Chasseneuil-du-Poitou disposava d'un centre de formació no universitària superior. Disposava de 2 centres universitaris, dels quals 1 era una escola d'enginyers i 1 un centre d'altres ensenyaments superiors.

## Poblacions més properes
El següent diagrama mostra les poblacions més properes.